# Regionaler Naturpark Brière

Logo des Naturparks

Der Regionale Naturpark Brière (französisch Parc naturel régional de Brière) erstreckt sich im französischen Département Loire-Atlantique, in der Region Pays de la Loire. Er liegt in der Sumpf- und Lagunenlandschaft La Brière. Diese befindet sich an der französischen Atlantikküste südlich der Bretagne, zwischen der Mündung der Flüsse Vilaine und Loire. Touristisch erschlossen wird diese Landschaft besonders durch geführte Bootstouren. Die Parkverwaltung hat ihren Sitz in Saint-Joachim (47° 22′ 19″ N, 2° 12′ 51″ W).
Der Naturpark wurde 1970 gegründet und umfasst eine Fläche von 49.000 Hektar. 18 Gemeinden mit einem Einzugsgebiet von 75.000 Bewohnern bilden den Park. Es sind dies:
- Assérac
- La Baule-Escoublac
- La Chapelle-des-Marais
- Crossac
- Donges
- Guérande
- Herbignac
- Missillac
- Montoir-de-Bretagne
- Pornichet
- Saint-André-des-Eaux
- Saint-Joachim
- Saint-Lyphard
- Saint-Malo-de-Guersac
- Saint-Molf
- Saint-Nazaire
- Sainte-Reine-de-Bretagne
- Trignac

## Landschaft

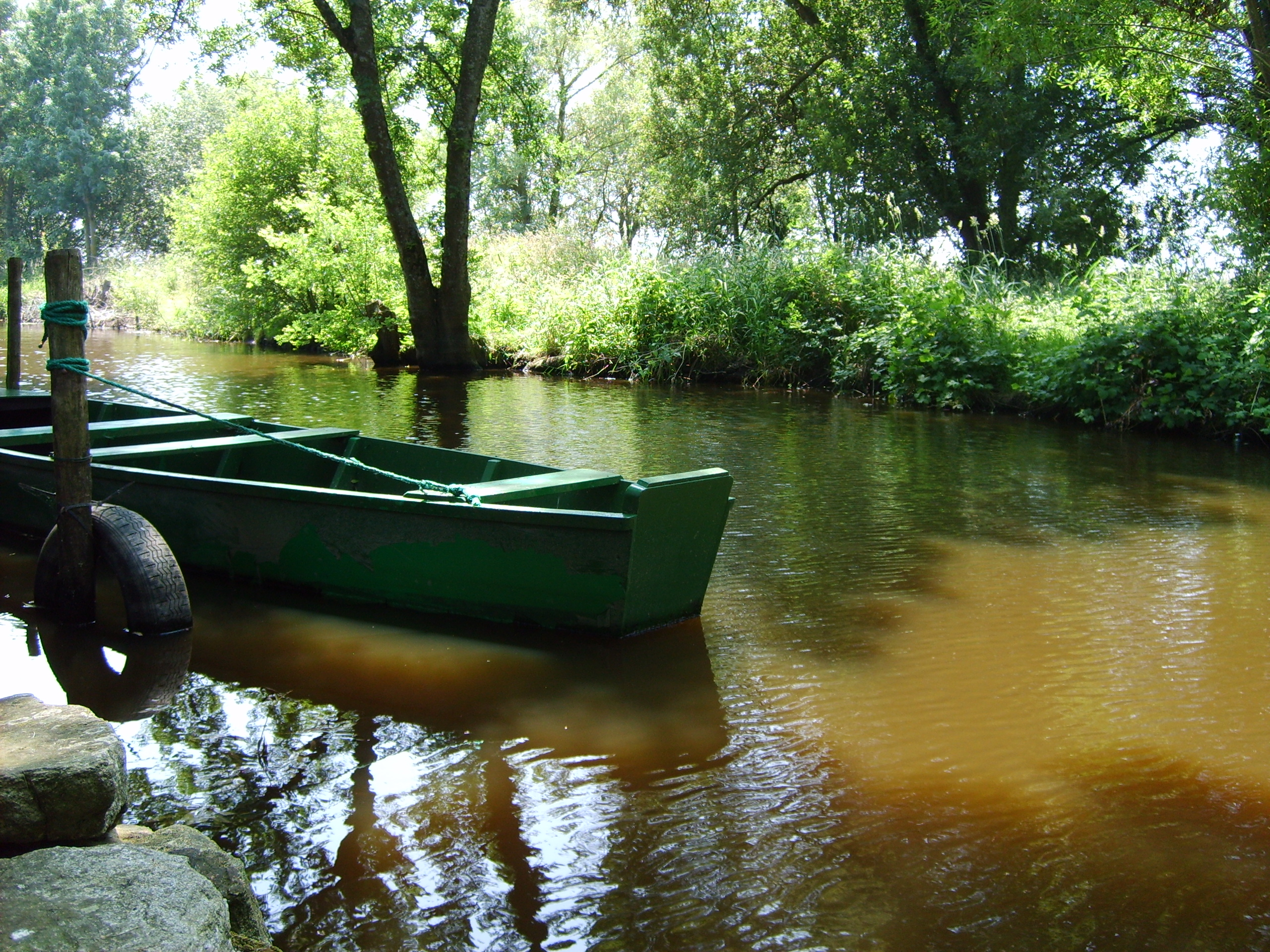
Boote in der Brière

Das Becken des Flusses Brivet, der die Brière mit Wasser versorgt, erstreckt sich über 80.000 ha, davon ungefähr 20.000 ha Feuchtgebiete. Diese Landschaft setzt sich aus mehr als 20 selbständigen Wasserbereichen zusammen, die über Kanäle miteinander verbunden sind. Das erklärt die Komplexität der Wasserversorgung, die über mehrere Höhenstufen hinweg erfolgt. Die weiter im Süden liegenden Bereiche werden auch aus der Trichtermündung der Loire mit Wasser versorgt. Dort herrscht aber schon Brackwasser vor, weshalb diese Feuchtgebiete einen erhöhten Salzgehalt aufweisen. 
Vier große Zonen können differenziert werden:
- die Feuchtgebiete am oberen Brivet
- die Feuchtgebiete von Donges
- das Ensemble der Grande Brière Mottière
- die separaten Feuchtgebiete, die das Ensemble umschließen.

Aufgrund der klimatischen Bedingungen gibt es eine regelmäßige Abfolge von Hochwasser, Niedrigwasser und Trockenzeit im Jahr. Der Wasseranstieg beginnt im Herbst und setzt sich im Winter fort, im Frühling sinkt der Pegel wieder ab und erreicht am Ende des Sommers seinen Tiefststand. Die jährliche Differenz des Wasserstandes beträgt 60 bis 80 cm, kann aber bis zu zwei Meter erreichen. Zwischen den Erhebungen verlaufen Gerinne und Kanäle und bilden zahlreiche Wasserflächen, genannt „Piardes“. An diesen flachen, hauptsächlich im Gebiet der Grande Brière Mottière gelegenen Wasserflächen, wurde früher Torfabbau betrieben.
Im Frühling explodiert die Pflanzenwelt in diesen Zonen. Wasserinsekten, Amphibien und Fische bilden einen unerschöpflichen Nahrungsvorrat für eine große Zahl von Vögeln (Seeschwalben, Reiher, Blässhühner) und Säugetieren, wie z. B. den Fischotter.
Die natürlichen Feuchtwiesen nehmen ca. 9000 ha ein, das sind etwa 46 % der Fläche der Brière. Dieses weitläufige Weideland wird, entsprechend dem Jahreszyklus, periodisch überschwemmt. Im Gebiet zwischen Trignac und Saint-Malo-de-Guersac nimmt die traditionelle Landwirtschaft mit Weidewirtschaft und Heuproduktion eine wichtige Stellung ein. In der Nähe der Loire-Trichtermündung lässt die Anwesenheit von Tamariske und des Eibischs das Eindringen von Brackwasser bei den Springfluten erkennen. Regelmäßige Gäste sind Feldhase, Wiesel und Hermelin, sowie verschiedene Vogelarten, wie Uferschnepfe, Kampfläufer, Sumpfohreule und Spießente.
Die Schilfzonen bedecken heute beinahe die Hälfte der Brière. In dieser verborgenen Welt leben Schermaus, Bartmeise, Rohrdommel und Rohrweihe. Früher, als das Schilf noch für die Bedeckung der Hüttendächer und als Streu für die Tiere verwendet wurde, nahmen die Schilfgebiete nur einen geringen Teil der Brière ein. Da heute das Schilf aber nicht mehr geerntet wird, gelangt zunehmend organisches Material in den Untergrund. Dadurch wird diese Zone, besonders im Norden und im Westen, von Riedgras-Büscheln (Seggen) und sogar von Bäumen (Weide, Birke) unterwandert.
Auf dem Territorium des Naturparks stellen die Salzgärten von Mès und Guérande eine bemerkenswerte Attraktion und ein kulturelles Erbe dar. Seit etwa 1000 Jahren haben Generationen von Paludiers (Salzarbeiter) diese Salzbecken eingerichtet und unterhalten. Sie haben die Umwelt geformt und genutzt, um Salz herzustellen: das Meer, den Ton, die Sonne und den Wind. Die Salzfelder und die angrenzenden Gebiete bieten eine große Umgebungsvielfalt und beherbergen die typische Vegetation feuchter Brackwasserzonen. Aufgrund reichlichen Nahrungsangebotes überwintert in diesem Bereich eine große Zahl von Vögeln.